# Saison 1992-1993 de l'USM Blida
Maillots
Chronologie
Saison précédente Saison suivante
La saison 1992-1993 de l'Union sportive musulmane de Blida est la 9e saison du club en première division du championnat d'Algérie depuis l'indépendance de l'Algérie. Les matchs se déroulent essentiellement dans le Critérium d'Honneur, mais aussi dans une nouvelle compétition appelé Coupe d'Algérie de football.
Le championnat d'Algérie débute le 26 octobre 1992, avec la première journée de Division 1, pour se terminer le 21 juin 1993 avec la dernière journée de cette même compétition. L'USMB se classe neuvième du championnat.

## Compétitions

### Championnat

#### Rencontres
Le tableau ci-dessous retrace dans l'ordre chronologique les 30 rencontres officielles jouées par l'USM Blida durant la saison. Le club blidéen participe aux 30 journées du championnat. Les buteurs sont accompagnés d'une indication entre parenthèses sur la minute de jeu où est marqué le but et, pour certaines réalisations, sur sa nature (penalty ou contre son camp). Le bilan général de la saison est de 9 victoires, 10 matchs nuls et 11 défaites.
| Date                          | J           | Adversaire       | Lieu | Résultat | Buteur(s) pour l'USM Blida         | Buteur(s) pour l'adversaire                       |
| MATCHS ALLER                  |             |                  |      |          |                                    |                                                   |
| 26 octobre 1992               | 1re journée | MC Alger         | Ext. | 1-1      | Kamel Zane 12e (pen.)              | Benmessahel 85e                                   |
| 5 novembre 1992               | 2e journée  | USM El Harrach   | Dom. | 1-0      | Meguenni 39e                       | -                                                 |
| 12 novembre 1992              | 3e journée  | ES Setif         | Ext. | 2-1      | Younès Benmehel 60e                | Bourahli 15e, Ali Messaoud 60e                    |
| 19 novembre 1992              | 4e journée  | JS Kabylie       | Ext. | 1-0      | -                                  | Tarek Hadj Adlane 50e                             |
| 30 novembre 1992              | 5e journée  | ASM Oran         | Dom. | 1-1      | Meguenni ?                         |                                                   |
| 3 décembre 1992               | 6e journée  | WA Mostaganem    | Ext. | 3-1      | Ameur ouali 24e                    | Bouras 47e, Abed 58e, Berrahou 81e                |
| 10 décembre 1992              | 7e journée  | WA Tlemcen       | Dom. | 2-2      | Billal Zouani 11e 70e              | Brahimi 1re, Dahleb 90e                           |
| 24 décembre 1992              | 8e journée  | AS Ain M'lila    | Ext. | 0-0      | -                                  | -                                                 |
| 28 décembre 1992              | 9e journée  | USM Annaba       | Dom. | 0-0      | -                                  | -                                                 |
| 31 décembre 1992              | 10e journée | MO Constantine   | Ext. | 0-0      | -                                  | -                                                 |
| 1er février 1993              | 11e journée | CR Belcourt      | Dom. | 0-0      | -                                  | -                                                 |
| 4 février 1993                | 12e journée | JS Bordj Menaiel | Ext. | 0-0      | -                                  | -                                                 |
| 11 février 1993               | 13e journée | MC Oran          | Dom  | 2-3      | Meguenni 13e, Kaci-Saïd 38e        | Belatoui 44e (pen.), Dali Yahia 58e, Tasfaout 78e |
| 4 mars 1993                   | 14e journée | US Chaouia       | Ext. | 1-2      | Billal Zouani 43e                  | ??                                                |
| 8 mars 1993                   | 15e journée | NA Hussein Dey   | Dom. | 2-1      | Billal Zouani 30e 52e              | Zekri 36e                                         |
| MATCHS RETOUR                 |             |                  |      |          |                                    |                                                   |
| 11 mars 1993                  | 16e journée | MC Alger         | Dom. | 0-0      | -                                  | -                                                 |
| 18 mars 1993                  | 17e journée | USM El Harrach   | Ext. | 2-0      | -                                  | Rahim 32e, Djaadi 37e                             |
| 26 mars 1993                  | 18e journée | ES Setif         | Dom. | 2-0      | Billal Zouani 47e, Chambet 90e     | -                                                 |
| 1er avril 1993 (match retard) | 19e journée | JS Kabylie       | Dom. | 1-0      | Billal Zouani 70e (pen.)           | -                                                 |
| 29 avril 1993                 | 20e journée | ASM Oran         | Ext. | 0-2      | Réda Zouani 60e, Billal Zouani 75e | -                                                 |
| 6 mai 1993                    | 21e journée | WA Mostaganem    | Dom. | 2-0      | Saber 3e, Kouadri 61e (pen.)       | -                                                 |
| 12 mai 1993                   | 22e journée | WA Tlemcen       | Ext. | 1-0      | -                                  | Balegh 7e                                         |
| 20 mai 1993                   | 23e journée | AS Ain M'lila    | Dom. | 1-0      | -                                  | Billal Zouani 13e (csc)                           |
| 26 août 1993                  | 24e journée | USM Annaba       | Ext. | 1-0      | -                                  | Ouichaoui 73e                                     |
| 2 septembre 1993              | 25e journée | MO Constantine   | Dom. | 1-0      | Chambet 1re                        | -                                                 |
| 9 septembre 1993              | 26e journée | CR Belcourt      | Ext. | 1-1      | Kaci-Saïd ?                        | ?                                                 |
| 13 septembre 1993             | 27e journée | JS Bordj Menaiel | Dom. | 2-1      | Kaci-Saïd 30e, Meguenni 65e        | ?                                                 |
| 11 octobre 1993               | 28e journée | MC Oran          | Ext. | 2-1      | Réda Zouani ?                      | ??                                                |
| 14 octobre 1993               | 29e journée | US Chaouia       | Dom. | 2-0      | Kaci-Saïd 2e,Billal Zouani 42e     | -                                                 |
| 21 octobre 1993               | 30e journée | NA Hussein Dey   | Ext. | 2-1      | Réda Zouani 51e                    | Adjali 50e, Hmaidi 59e                            |

#### Classement final
Le classement est établi sur le barème de points suivant : une victoire vaut 2 points, un match nul 1 point et une défaite 0 point.
| Rang | Équipe          | Pts | J  | G  | N  | P  | Bp | Bc | Diff |
| ---- | --------------- | --- | -- | -- | -- | -- | -- | -- | ---- |
| 1    | MC Oran T       | 38  | 30 | 15 | 8  | 7  | 43 | 27 | +16  |
| 2    | NA Hussein Dey  | 37  | 30 | 13 | 11 | 6  | 34 | 21 | +13  |
| 3    | US Chaouia P    | 36  | 30 | 14 | 8  | 8  | 35 | 26 | +9   |
| 4    | JS Kabylie      | 36  | 30 | 12 | 12 | 6  | 36 | 17 | +19  |
| 5    | WA Mostaganem P | 34  | 30 | 11 | 12 | 7  | 30 | 24 | +6   |
| 6    | USM El Harrach  | 33  | 30 | 12 | 9  | 9  | 29 | 20 | +9   |
| 7    | AS Aïn M'lila   | 29  | 30 | 9  | 11 | 10 | 23 | 26 | -3   |
| 8    | MC Alger        | 29  | 30 | 7  | 15 | 8  | 27 | 23 | +4   |
| 9    | USM Blida P     | 28  | 30 | 9  | 10 | 11 | 27 | 27 | 0    |
| 10   | CR Belcourt     | 28  | 30 | 9  | 10 | 11 | 32 | 25 | +7   |
| 11   | JS Bordj Menail | 28  | 30 | 12 | 4  | 14 | 31 | 34 | -3   |
| 12   | ES Sétif        | 27  | 30 | 11 | 5  | 14 | 29 | 39 | -10  |
| 13   | WA Tlemcen      | 26  | 30 | 9  | 8  | 13 | 34 | 35 | -1   |
| 14   | USM Annaba      | 26  | 30 | 7  | 12 | 11 | 11 | 36 | -25  |
| 15   | ASM Oran        | 23  | 30 | 8  | 7  | 15 | 21 | 32 | -11  |
| 16   | MO Constantine  | 22  | 30 | 8  | 6  | 16 | 20 | 43 | -23  |

Résultat
- Qualifié pour la Coupe des clubs champions 1994
- Qualifié pour la Coupe des coupes 1994
- Qualifié pour la Coupe de la CAF 1994

Relégation
- Relégation en Division 2

Abréviations
T : Tenant du titre

P : Promus de Division 2

### Coupe d'Algérie
L'édition 1992-1993 de la Coupe d'Algérie a été annulée, par conséquent il n'y a pas de vainqueur.

## Effectif
- Effectif :  Mohamed Hammouche, Hamrouni, Merzak Ali Messaoud, Lahmar, Kouadri, Kamel Ahmed Zane , Younès Ben Mehel , Fateh Lagoug, Amar Belhocine, Zouani Billal, Menni, Rédha Zouani (cap), Mohamed Allag, Saber, Mustapha Chambet, Si Barkat, Hamraoui, Kamel Kaci-Said,, Mohamed El-Djezzar, Saoudi, Noureddine Meguenni
- Entraîneur (Aller) : Chenafi
- Entraîneur (Retour) : Safsafi

## Meilleurs buteurs
| Rang | Joueur              | Cham. | Coupe | Total |
| ---- | ------------------- | ----- | ----- | ----- |
| 1    | Billal Zouani       | 8     | -     | 8     |
| 2    | Réda Zouani         | 4     | -     | 4     |
| 2    | Kamel Kaci-Saïd     | 4     | -     | 4     |
| 2    | Noureddine Meguenni | 4     | -     | 4     |
| 3    | Mustapha Chambet    | 2     | -     | 2     |
| 4    | Kamel Zane          | 1     | -     | 1     |
| 4    | Amer Ouali          | 1     | -     | 1     |
| 4    | Younès Ben Mehel    | 1     | -     | 1     |
| 4    | Kouadri             | 1     | -     | 1     |
| 4    | Saber               | 1     | -     | 1     |
|      | But contre son camp | 0     | 0     | 0     |
|      | Total               | 27    | 0     | 27    |

## Statistiques

### Statistiques collectives
| Compétition     | Débute au tour | Termine | Matches joués | Gagnés | Nuls | Perdus | Buts pour | Buts contre | Différence |
| --------------- | -------------- | ------- | ------------- | ------ | ---- | ------ | --------- | ----------- | ---------- |
| Division 1      |                | 9e      | 30            | 9      | 10   | 11     | 27        | 26          | +1         |
| Coupe d'Algérie | annulée        | annulée | annulée       |        |      |        |           |             |            |
| Total           | -              | -       | 30            | 9      | 10   | 11     | 27        | 26          | +1         |